# Ostrowice (gemeente)
De gemeente Ostrowice (Duits Wusterwitz) is een landgemeente in powiat Drawski, woiwodschap West-Pommeren. Aangrenzende gemeenten:
- Czaplinek, Drawsko Pomorskie en Złocieniec (powiat Drawski)
- Brzeżno, Połczyn-Zdrój en Świdwin (powiat Świdwiński)

De zetel van de gemeente is in Ostrowice.
De gemeente beslaat 8,5% van de totale oppervlakte van de powiat.

## Demografie
De gemeente heeft 4,3% van het aantal inwoners van de powiat.

## Plaatsen
- Ostrowice (Duits Wusterwitz, dorp)

sołectwo:
- Bolegorzyn, Borne (Born), Chlebowo (Klebow), Cieminko (Zemmin), Dołgie (Dolgen), Gronowo (Groß Grünow), Jelenino (Annaberg), Nowe Worowo (Neu Wuhrow), Płocie (Plötzenhof), Przytoń (Pritten), Siecino (Zetzin), Smołdzięcino (Schmalzenthin) en Szczycienko (Klein Schönberg).